# ميخائيل بلاند
ميخائيل بلاند (بالإنجليزية: Michael Bland)‏ هو موسيقي أمريكي، ولد في 14 مارس 1969 في منيابولس في الولايات المتحدة.

## وصلات خارجية
- ميخائيل بلاند على موقع ميوزك برينز (الإنجليزية)
- ميخائيل بلاند على موقع ديسكوغز (الإنجليزية)